# John Beltran
Pour les articles homonymes, voir Beltran.
Ne doit pas être confondu avec Joey Beltram.
John Beltran, également connu sous les pseudonymes  Nostalgic, Placid Angles et Sol Set, né le 4 mars 1969 à Lansing, dans le Michigan aux États-Unis, est un musicien américain qui s'est fait connaître dans les années 1990 avec des titres comme Kissed by the Sun.

## Biographie
En 1999, John Beltran forme avec Sam McQueen le groupe Indio et sort un album du même nom sur le label Transmat.

## Discographie

### Albums sous le nom John Beltran
- 1995 Earth & Nightfall
- 1996 Ten Days Of Blue
- 1997 Moving Through Here
- 2002 Sun Gypsy
- 2002 Americano
- 2004 In Full Color
- 2006 Human Engine

### Albums sous le pseudonyme Placid Angles
- 1997 The Cry
- 2019 First Blue Sky[1]

### Albums sous le pseudonyme Sol Set
- 2000 Aztec Girl